# Lautertal (Odenwald)
Lautertal (Odenwald) este o comună din landul Hessa, Germania.